# Zerwane cumy
Zerwane cumy – polski film obyczajowy w reżyserii Sylwestra Szyszko z 1979 roku. 

## Obsada aktorska
- Marian Glinka − Bosman
- Maria Czubasiewicz − Danka
- Halina Rowicka − Jadzia
- Wirgiliusz Gryń − Ignacy
- Marian Wojtczak − partyzant
- Ireneusz Kaskiewicz − Waldek
- Stefan Śródka − kombatant Kazik

## Fabuła
Emerytowany marynarz po 40 latach nieobecności powraca do rodzinnej wsi, by spędzić tam resztę życia. Spotkanie z dawną ukochaną, teraz wdową z czworgiem dzieci, kończy się fiaskiem, nic ich już nie łączy.

## Plenery
- Gdańsk (Latarnia Morska Gdańsk Nowy Port, dworzec autobusowy, prom Wisłoujście), stacja kolejowa Kruklanki, Algier.